# Jacques Baradée
 (octobre 2011).
Si vous disposez d'ouvrages ou d'articles de référence ou si vous connaissez des sites web de qualité traitant du thème abordé ici, merci de compléter l'article en donnant les références utiles à sa vérifiabilité et en les liant à la section « Notes et références ».
Jacques Baradée (en syriaque Ya'quv Burd'oyo, c'est-à-dire « vêtu de haillons », burd'é; en latin Jacobus Baradaeus), appelé aussi Zanzale (Τζάνζαλος), fut au VIe siècle le fondateur et l'organisateur de l'Église syriaque orthodoxe, dite « monophysite », après le schisme de l'Église d'Antioche entraîné par la querelle autour du concile de Chalcédoine. Cette Église est souvent dénommée d'après lui « Église jacobite ». Il mourut le 30 juillet 578.

## Biographie
Sa vie est connue par son contemporain et coreligionnaire Jean d'Éphèse, qui lui a consacré deux biographies.
Il naquit vers l'an 500 dans la localité appelée Constantine d'Osroène par les Gréco-Romains et Tella par les Syriens. Son père, nommé Théophile Bar-Manu, était prêtre, et il fut placé en bas âge dans un monastère où il fut instruit par un abbé du nom d'Eustathe. Après la mort de ses parents, il affranchit leurs deux esclaves et leur abandonna la propriété familiale. Devenu moine et prêtre, il acquit une telle réputation que Théodora, sitôt devenue impératrice, le fit venir à Constantinople avec son compatriote Serge de Tella (527). Il s'installa dans un monastère de la capitale et y séjourna une quinzaine d'années.
En 542, Al-Harith ibn Jabalah, émir des Ghassanides, chrétien de sensibilité monophysite, demanda à l'impératrice Théodora d'autoriser la consécration de deux évêques de cette tendance: un pour les Arabes, un autre pour ses protégés non-arabes. L'impératrice accéda à la demande et chargea Théodose d'Alexandrie, qu'elle logeait dans un de ses palais à Constantinople, de procéder à la consécration. Théodore, dit Théodore d'Arabie, fut nommé évêque de Bosra, et Jacques Baradée évêque d'Édesse.
À partir de cette date, Jacques Baradée devint l'infatigable organisateur dans tout le Proche-Orient d'une Église monophysite séparée de l'Église officielle. Il parcourut inlassablement toutes les provinces de l'Asie Mineure et des îles de la Mer Égée à la frontière perse, de l'Arménie à l'Égypte, changeant constamment d'apparence pour échapper à la police impériale, mais le plus souvent vêtu en mendiant, ce qui explique son surnom. Sa tête fut bientôt mise à prix, mais personne ne réussit à mettre la main sur lui.
Il commença les premières années par ordonner des prêtres et des diacres (100 000 selon Jean d'Éphèse, chiffre sans doute exagéré). À partir de 557, il consacra aussi des évêques, métropolites et patriarches, respectant les circonscriptions traditionnelles de l'Église: sur vingt-sept évêques qu'il consacra, sept étaient destinés à des sièges d'Asie Mineure, huit à l'Orient syrien, et douze à l'Égypte (alors qu'avant lui il ne restait plus que trois évêques se réclamant du monophysisme). Il consacra alors Serge de Tella patriarche d'Antioche (successeur de Sévère mort en 538), Théodose étant considéré comme le patriarche d'Alexandrie légitime par la mouvance. Il consacra aussi celui qu'on appelle depuis Jean d'Éphèse comme métropolite de cette ville. Serge de Tella mourut en 561, et en 564 il le remplaça par Paul le Noir.
Mais son action d'organisateur n'alla pas sans grandes difficultés. Un maître d'école d'Antioche nommé Jean Asqunagès vint en 557 prêcher à Constantinople une forme de monophysisme qualifié par ses adversaires de « trithéisme »; il gagna à ses thèses un moine du nom d'Athanase, qui était le petit-fils de l'impératrice Théodora, et à qui il légua ses papiers en mourant. Athanase gagna à son tour au « trithéisme » deux des principaux assistants de Jacques Baradée: Conon, qu'il avait fait évêque de Tarse, et Eugène, évêque de Séleucie d'Isaurie. Théodose d'Alexandrie et Jacques Baradée, appuyés par l'émir Al-Harith, s'accordèrent pour condamner le « trithéisme », et Conon et Eugène, qui rallièrent aussi un troisième évêque, Théonas, devinrent alors les chefs d'une Église concurrente appelée les « condobaudites » (du nom d'un bâtiment de Constantinople où ils se réunissaient). Pire : Athanase réussit aussi à gagner Serge de Tella, qu'il connaissait de longue date, aux idées d'Asqunagès ; à sa mort en 561, Serge était brouillé avec Théodose et Jacques Baradée, ce qui explique que ceux-ci hésitèrent à le remplacer.
Des difficultés se produisirent aussi avec Paul le Noir. À la mort de Théodose en 566, étant lui-même Égyptien, il chercha, malgré son titre de patriarche d'Antioche, à se faire élire patriarche d'Alexandrie. En 571, ayant participé à Constantinople à des discussions avec le patriarche chalcédonien Jean III le Scholastique, il se rallia à l'Église officielle, puis, s'étant ravisé, fut emprisonné. Ayant réussi en 572 à s'enfuir de la capitale, il se réfugia auprès d'Al-Mundhir, le successeur d'Al-Harith comme émir des Ghassanides. Après avoir appris sa défection, Jacques Baradée l'avait excommunié, mais en 575, lors d'un synode tenu en Syrie, il le fit réhabiliter et réintégrer. Cette dernière décision suscita un rejet total en Égypte: Paul le Noir tenta d'y imposer comme patriarche d'Alexandrie un moine syrien nommé Théodore, mais les monophysites égyptiens élurent en 576 un autre patriarche, Pierre IV, qui excommunia à la fois Théodore et Paul le Noir.
Jacques Baradée commença par dénoncer l'élection de Pierre IV, mais il se rendit à Alexandrie où il changea de position: il accepta d'entériner une déposition de Paul le Noir comme patriarche d'Antioche en échange d'un retrait de son excommunication. Mais ce compromis avec les Égyptiens fut très mal reçu par beaucoup à son retour en Syrie: on lui rappela que le patriarche d'Alexandrie n'avait aucune autorité canonique sur le patriarche d'Antioche. Il s'ensuivit un véritable schisme entre les partisans de Paul le Noir (dont l'émir Al-Mundhir) et ceux de Jacques Baradée. Paul retourna bientôt à Constantinople, où il eut également beaucoup d'appuis dans la communauté monophysite.
En 578, à la mort de Pierre IV d'Alexandrie, son successeur Damien adressa sa lettre synodale à Jacques Baradée. Celui-ci décida de se rendre à nouveau à Alexandrie. C'est pendant ce voyage qu'il tomba malade et mourut dans le monastère de Mar Romanus à la frontière de l'Égypte, le 30 juillet.

## Écrits
Clavis Patrum Græcorum 7170-7199.

## Source
- « Zanzale (jacob) », dans Marie-Nicolas Bouillet et Alexis Chassang, Dictionnaire universel d’histoire et de géographie, 1878 (lire en ligne)